# Seres: Génesis
Seres: Génesis és una pel·lícula mexicana de ciència-ficció, dirigida pel director de cinema regiomontano Ángel Mario Huerta i produïda per la companyia Huma Films. Gaudia d'un pressupost de dos milions de dòlars i es va rodar a Monterrey amb una càmera Red One amb alta resolució. Es va estrenar a Mèxic el 23 de setembre de 2010.

## Sinopsi
L'any és 2010. L'empresa mexicana, Owal Technologies, líder en tecnologia i la seva directora general, Mariel, es troben investigant els fenòmens paranormals mitjançant la seva secreta Secció B. Graco, líder del grup d'arqueòlegs de l'empresa, es troba buscant els còdexs deixats pel Rei Pakal, un dels últims reis Maies i conegut per profetitzar el final del seu calendari amb una data exacta, dia i hora en què això succeirà.
Al mateix temps, el govern estatunidenc, investiga els fenòmens paranormals i decideix ja no seguir amb l'aliança que formava amb Owal Tec. Això i alguns esdeveniments recents i de summa importància, obliguen l'empresa a accelerar les seves recerques. Amb l'equip d'investigadors, Owal Tec, mitjançant la seva secció B, comença a lligar els llaços que uneixen als fenòmens paranormals amb les antigues profecies dels nostres ancestres. Això ens portarà a adonar-nos que “des del començament dels temps, ells han estat entre nosaltres”.

## Repartiment
- Gonzalo Vega com profesor Owen.
- Alejandra Barros com Mariel.
- Manuel Balbi com Graco.
- Humberto Busto com Martín / Uffo.
- Arturo Delgado com Vega.
- Liz Gallardo com Emma.
- Ana Luisa Guerrero com Fernanda.
- José María Torre com Bernardo.

## Reconeixements
A la LIII edició dels Premis Ariel fou nominada al premi Ariel als millors efectes especials.